# Kropotkin (Territorio di Krasnodar)
Kropotkin è una città della Russia europea meridionale (Territorio di Krasnodar).

## Geografia fisica
La città è situata nella pianura pedemontana ciscaucasica sulla sponda sinistra del fiume Kuban', 136 km a nordovest di Krasnodar. Kropotkin è un importante nodo ferroviario sulle linee Baku-Rostov sul Don e Sebastopoli-Krasnodar.

## Storia
La cittadina sembrerebbe essere stata fondata nel 1879 come chutor dei Romanovskij; altre fonti affermano invece che la sua fondazione potrebbe risalire agli anni successivi al 1771, fondata come fortezza di Kavkazskaja a guardia dei confini meridionali russi. Nel 1921 venne ribattezzata con l'attuale nome, in onore di Pëtr Alekseevič Kropotkin, geografo, storico, letterato e teorico anarchico, morto in quell'anno.
Dal 1956 al 1963, la città fu capoluogo amministrativo del Kavkazskij rajon (Distretto del Caucaso), un ruolo successivamente ricoperto dalle città di Gul'keviči (1963-1980) e Kavkazskaja (1980-2009). Dal 2009, a seguito di un referendum per l'unificazione della città e del rajon in un unico grande comune, la cittadina è stata ripristinata come capoluogo amministrativo del distretto caucasico.

## Società

### Evoluzione demografica
Fonte: mojgorod.ru
- 1926: 31.000
- 1939: 41.600
- 1959: 54.000
- 1979: 70.200
- 1989: 75.900
- 2002: 79.185
- 2007: 80.000